# دربندان
دربندان (بالفارسية: دربندان) هي قرية تقع في منطقة رونيز في إيران. يقدر عدد سكانها بـ 131 نسمة بحسب إحصاء 2016.